# Marco Iallio Basso Fabio Valeriano

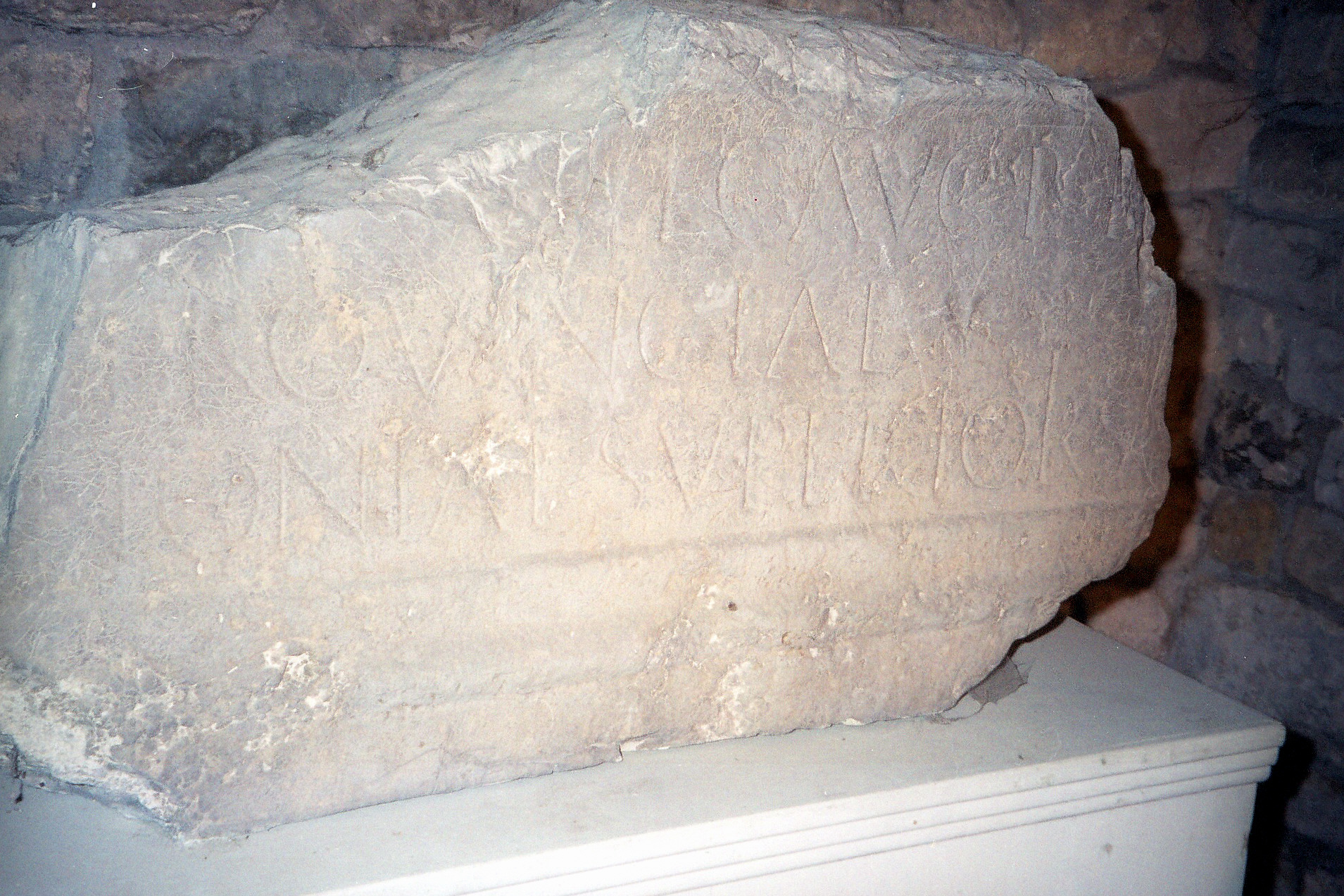
Fragment latinského nápisu dochovaný na náhrobku Fabia Valeriana

Marco Iallio Basso Fabio Valeriano (latinsky Marcus Fabius Iallus Bassus Valerianus) (120? - 170? Dácie) byl římský politik a vojevůdce.
Byl legatus legionis římské legie XIV Gemina. V letech 156-158 zastával pozici guvernéra (legatus Augusti pro praetore) v Pannonii. Od roku 160 byl římským konzulem a v letech 163-164 zastával i pozici guvernéra v dolní Moesii.
V roce 164 se účastnil Parthského tažení Lucia Vera na východě. Po skončení se vrátil do Říma, kde byl jmenován guvernérem v Panonii. Proslavil se v roce 167 v době Markomanských válek při vyjednávání mírových dohod s markomanským králem Ballomarem, který zastupoval jedenáct germánských kmenů.
Je možné, že zemřel v roce 170 během invaze germánských kmenů do Carnunta či Vindobony.